# Тлаиб, Рашида
Рашида Тлаиб (англ. Rashida Tlaib), в английском произношении Тэлиб (/təˈliːb/), урождённая Рашида Харби (англ. Rashida Harbi; род. 24 июля 1976, Детройт) — американский юрист и политик, член Демократической партии США, действующий член Палаты представителей Конгресса США (с 2019).
Наряду с Ильхан Омар стала первой мусульманкой, избранной в Конгресс, а наряду с Александрией Окасио-Кортес — одной из двух активисток Демократических социалистов Америки в его составе.

## Биография
Родилась 24 июля 1976 года в Детройте, старшая из четырнадцати детей в семье палестинских иммигрантов (отец родом из Иерусалима, после переезда в США работал на заводе Ford, мать родилась близ Рамаллы). Рашида окончила среднюю школу в Детройте, в 1998 году получила степень бакалавра искусств в университете Уэйна, в 2004 — степень доктора права в Школе права университета Западного Мичигана. В 2007—2008 и 2009—2014 годах являлась членом Палаты представителей Мичигана.
Тлаиб стала первой мусульманкой, избранной в законодательный орган штата. Кроме того, она принадлежит к левому крылу Демократической партии и является членом организации Демократические социалисты Америки. Уйдя из местной политики, занималась адвокатской практикой, оказывая юридическую помощь иммигрантам и низкооплачиваемым рабочим. В августе 2016 года приняла участие в акции протеста в здании Detroit Economic Club, прервав выступление кандидата в президенты США Дональда Трампа (посоветовала ему почитать Конституцию) и вместе со своими единомышленниками была выдворена из помещения охраной.

### В Палате представителей США
В августе 2018 года победила на предварительных выборах Демократической партии в 13-м избирательном округе Мичигана, получив поддержку 31,2 % избирателей (её основная соперница Бренда Джонс получила 30,2 %), но проиграла той же Бренде Джонс, председателю городского совета Детройта, другие праймериз (здесь за Джонс проголосовали 37,75 % избирателей, а за Тлаиб — 35,85 %). Эта победа дала Джонс право представлять свою партию на довыборах, ставших необходимыми из-за отставки прежнего обладателя мандата, Джона Коньерса (их победитель должен был занимать кресло представителя 13-го округа в Конгрессе два месяца, до вступления в должность на полный двухлетний срок победителя всеобщих выборов).
Вследствие джерримендеринга Республиканской партии в округе сконцентрировано большое число демократов, из-за чего победитель демократических праймериз затем легко проходит в Конгресс. Округ является беднейшим в Мичигане и третьим по бедности в стране.
6 ноября 2018 года Тлаиб победила на выборах в Палату представителей США с результатом 84,6 % (в отсутствие кандидата от республиканцев главную конкуренцию Тлаиб составил представитель местной Партии рабочего класса Сэм Джонсон, которого поддержали 11,3 % избирателей).
В августе 2019 года Тлаиб и Ильхан Омар — её коллеге по Демократической партии в Палате представителей, было отказано во въезде в Израиль из-за их поддержки политики бойкота BDS — в соответствии с израильским законом (2017), запрещающим въезд в страну лицам, поддерживающим бойкот Израиля. При этом Тлаиб было сообщено, что ей может быть разрешено посещение своих родственников на Западном берегу Иордана по гуманитарным соображениям, если она примет на себя обязательства не выражать свои политические взгляды во время этого визита. После подачи Тлаиб соответствующей просьбы, ей был разрешён въезд в Израиль, но после этого она отказалась от визита, написав в Твиттере: «Я решила, что посещение моей бабушки на этих деспотичных условиях противоречит всему, во что я верю — борьба против расизма, угнетения и несправедливости». Согласно организации NGO Monitor, одним из двух спонсоров несостоявшегося визита Тлаиб и Омар было НКО «Мифтах», известное своей антиизраильской деятельностью и поддержкой BDS.
18 мая 2021 года после прибытия президента Байдена в Детройт с намерением посетить арабский пригород Дирборн Тлаиб остановила его на улице и потребовала принять решительные меры к защите палестинцев в ходе нового этапа вооружённого конфликта с Израилем, а также осудила продолжающееся сотрудничество США с Израилем в оборонной сфере.
8 ноября 2023 года Палата представителей большинством 234 против 188 (при этом четыре республиканца голосовали «против», а двадцать два демократа «за») вынесла порицание Рашиде Тлаиб из-за её комментариев относительно военной операции Израиля в секторе Газа после нападения ХАМАС на территорию еврейского государства. В частности, Рашиде Тлаиб ставится в упрёк использование слогана «from the river to the sea, Palestine will be free» («От реки до моря Палестина будет свободна»), который считается антисемитским, поскольку используется также и террористическими организациями. Тлаиб объяснила свою позицию в социальной сети X следующим образом: «From the river to the sea is an aspirational call for freedom, human rights, and peaceful coexistence, not death, destruction, or hate. My work and advocacy is always centered in justice and dignity for all people no matter faith or ethnicity» (От реки до моря — это вдохновляющий призыв к свободе, правам человека и мирному сосуществованию, а не к смерти, разрушению или ненависти. Моя работа и правозащитная деятельность сосредоточены на обеспечении справедливости и достоинства для всех людей без различия веры или этнической принадлежности). В выступлении после голосования в Палате Тлаиб заявила: «The idea that criticizing the government of Israel is antisemitic sets a very dangerous precedent, and it’s been used to silence diverse voices speaking up for human rights across our nation» (Сама мысль, что критика израильского правительства является проявлением антисемитизма, учреждает очень опасный прецедент, и она уже использовалась по всей нашей стране, чтобы заставить замолчать различные голоса в защиту прав человека).